# 샘 헌트
샘 라우리 헌트(Sam Lowry Hunt, 1984년 12월 8일 ~ )는 미국의 컨트리 가수이자 전직 칼리지 풋볼 선수이다. 2014년 MCA 내슈빌과 계약하기 전에는 헌트는 미식축구 선수로 활동했다. 데뷔 음반 Montevallo는 크게 성공하였으며, "Leave the Night On", "Take Your Time", "House Party"와 같은 노래도 차트에서 좋은 성적을 기록했다.